# Bobcaygeon
Bobcaygeon är en ort inom staden Kawartha Lakes i den kanadensiska provinsen Ontarios sydligaste del. Den grundades 1832 av affärsmannen Thomas Need, och var ursprungligen en plats som enbart uppfördes för att stå till förfogande för Needs affärsintressen inom skogsindustrin. Bobcaygeon blev ett samhälle (village) 1876 och idag en del av Kawartha Lakes. Den breder sig ut över 5,48 kvadratkilometer (km2) stor yta och hade en folkmängd på 3 533 personer vid den nationella folkräkningen 2011.